# HMS Theseus (R64)
«Тісіус» (англ. HMS Theseus (R64)) — британський легкий авіаносець часів Другої світової війни типу «Колоссус». Третій корабель з такою назвою у складі ВМС Великої Британії.

## Історія створення
Авіаносець «Тісіус» був закладений 6 січня 1943 на верфі Fairfield Shipbuilding and Engineering Company. Спущений на воду 6 липня 1944 року, став до ладу 9 січня 1946 року.

## Історія служби
Авіаносець ніс службу у складі Флоту метрополії та на Далекому Сході. У 1948 році корабель пройшов ремонт в Англії, після чого ніс службу у складі Флоту метрополії та Середземноморського флоту. 
З жовтня 1950 року по квітень 1951 року авіаносець брав участь у Корейській війні. Він патрулював західне узбережжя Північної Кореї. Його літаки завдавали ударів по транспортних комунікаціях, прикривали евакуацію з Нампхо, підтримували повітряними ударами сухопутні війська. У грудні 1950 року літаки з авіаносця брали участь в операції руйнування мостів на річці Ялуцзян.
Загалом літаки «Тісіуса» здійснили 3446 бойових вильотів.
Після повернення в Англію авіаносець пройшов ремонт протягом травня — серпня 1951 року, після того ніс службу у складі Флоту метрополії та Середземноморського флоту. З 1954 року — флагман навчальної ескадри Флоту метрополії.
У серпні — вересні 1956 року авіаносець здійснював перевезення військ на Мальту. У вересні 1956 року корабель переобладнали на десантний вертольотоносець. У листопаді 1956 року брав участь у Суецькій кризі.
У лютому 1960 року корабель продали приватній особі й у травні 1962 року відправили на злам.